# Gouvernement Wetchachiwa
Thaïlande
Somchai Wongsawat Yingluck Shinawatra
Le gouvernement Aphisit Wetchachiwa (en thaï : คณะรัฐมนตรีอภิสิทธิ์ ; RTGS : Khana Ratmontri Aphisit) est le 59e gouvernement du Royaume de Thaïlande (thaï : คณะรัฐมนตรีคณะที่ 59 แห่งราชอาณาจักรไทย ; RTGS : Khana Ratmontri Khana Thi 59 Haeng Ratanachakra Thai), du 17 décembre 2008 au 9 août 2011.

## Composition initiale
Après l'investiture d'Aphisit Wetchachiwa par le roi le 17 décembre 2008, son gouvernement est également investi par décret royal le 21 décembre 2008.

### Premier ministre
- Premier ministre : Aphisit Wetchachiwa

### Vice-Premiers ministres
- Suthep Thueaksuban
- Korbsap Saphawasu
- Sanan Kachornprasart

### Ministres
| Titre                                                               | Titulaire                 |
| ------------------------------------------------------------------- | ------------------------- |
| Ministre auprès du Cabinet du Premier ministre                      | Sathit Wongnongtoey       |
| Ministre auprès du Cabinet du Premier ministre                      | Weerachai Weerametheekul  |
| Ministre de la Défense                                              | Prawit Wongsuwan          |
| Ministre des Finances                                               | Korn Chatikavanitch       |
| Ministre des Affaires étrangères                                    | Kasit Pirom               |
| Ministre du Tourisme et des Sports                                  | Chumphon Silpa-archa      |
| Ministre du Développement social et de la Sécurité humaine          | Withoon Nambut            |
| Ministre de l'Agriculture et des Coopératives                       | Tira Wongsamut            |
| Ministre des Transports                                             | Sophon Saram              |
| Ministre des Ressources naturelles et de l'Environnement            | Suwit Khunkitti           |
| Ministre de la Technologie, de l'Information et de la Communication | Rangongrak Suwanchawee    |
| Ministre de l'Énergie                                               | Wannarat Channukul        |
| Ministre du Commerce                                                | Pornthiwa Nakasai         |
| Ministre de l'Intérieur                                             | Chawarat Charnvirakul     |
| Ministre de la Justice                                              | Phiraphan Salirathawiphak |
| Ministre du Travail                                                 | Paitoon Kaewthong         |
| Ministre de la Culture                                              | Thira Salakphet           |
| Ministre des Sciences et de la Technologie                          | Kanlaya Sophonpanich      |
| Ministre de l'Éducation                                             | Jurin Laksanawisit        |
| Ministre de la Santé publique                                       | Witthaya Kaewpharadai     |
| Ministre de l'Industrie                                             | Chanchai Chairungruang    |

### Vice-ministres
| Ministère                   | Titulaires                |
| --------------------------- | ------------------------- |
| Finances                    | Pradit Phatthaprasit      |
| Finances                    | Prutchai Damrongrat       |
| Agriculture et Coopératives | Chatchai Pukayaporn       |
| Transports                  | Prajak Klaewklaharn       |
| Transports                  | Kueakool Danchaiwichit    |
| Commerce                    | Alongkorn Phonbutr        |
| Intérieur                   | Boonjong Wongtrairat      |
| Intérieur                   | Thaworn Sennium           |
| Éducation                   | Chaiwut Bannawat          |
| Éducation                   | Narisara Chawantanphiphat |
| Santé publique              | Manit Naporombodee        |

## Remaniements et ajustements

### Ajustement du 3 février 2009
Démission :
- Withoon Nambut, ministre du Développement social et de la Sécurité humaine.

Entrée au gouvernement :
- Issara Somchai, nommé ministre du Développement social et de la Sécurité humaine (en remplacement de Withoon Nambut).

### Ajustement du 26 mai 2009
Démission :
- Chatchai Pukayaporn, vice-ministre de l'Agriculture et des Coopératives.

Entrée au gouvernement :
- Supachai Photsu, nommé vice-ministre de l'Agriculture et des Coopératives (en remplacement de Chatchai Pukayaporn).

### Remaniement du 15 janvier 2010
Le 15 janvier 2010, le gouvernement est remanié à la suite de plusieurs démissions : de nouveaux membres sont nommés et un membre du gouvernement change d'affectation.
Démission :
- Witthaya Kaewpharadai, ministre de la Santé publique (30 décembre 2009) ;

- Korbsap Saphawasu, vice-Premier ministre ;
- Prajak Klaewklaharn, vice-ministre des Transports ;
- Manit Naporombodee, vice-ministre de la Santé publique.

Changement d'affectation :
- Jurin Laksanawisit, ministre de l'Éducation, devient ministre de la Santé publique (en remplacement de.Witthaya Kaewpharadai).

Entrée au gouvernement :
- Trairong Suwankhiri, nommé vice-Premier ministre (en remplacement de Korbsap Saphawasu) ;
- Suchart Chokchaiwatthanakorn, nommé vice-ministre des Transports (en remplacement de Prajak Klaewklaharn) ;
- Chinnawan Bunyakiat, nommé ministre de l'Éducation (en remplacement de Jurin Laksanawisit) ;
- Pansiri Kunnartsiri, nommée vice-ministre de la Santé publique (en remplacement de Manit Naporombodee).

### Remaniement du 6 juin 2010
Le gouvernement est une nouvelle fois remanié. Plusieurs membres du gouvernement avaient démissionné quelques jours auparavant et de nouveaux membres devaient donc être nommés. Mais des membres sont aussi affectés à d'autres portefeuilles.
Les changements d'affectations, ainsi que les nouveaux membres, sont investis par le décret royal du 8 juin 2010.
Démission :
- Prutchai Damrongrat, vice-ministre des Finances ;
- Rangongrak Suwanchawee, ministre de la Technologie, de l'Information et de la Communication ;
- Paitoon Kaewthong, ministre du Travail ;
- Thira Salakphet, ministre de la Culture ;
- Kanlaya Sophonpanich, ministre des Sciences et de la Technologie ;
- Chatchai

Changement d'affectation :
- Weerachai Weerametheekul, ministre auprès du Cabinet du Premier ministre, devient ministre des Sciences et de la Technologie (en remplacement de Kanlaya Sophonpanich) ;
- Chaiwut Bannawat, vice-ministre de l'Éducation, devient ministre de l'Industrie (en remplacement de Chanchai Chairungruang) ;

Entrée au gouvernement :
- Ongart Klamphaiboon, nommé ministre auprès du Cabinet du Premier ministre (en remplacement de Weerachai Weerametheekul) ;
- Mun Phathanothai, nommé vice-ministre des Finances (en remplacement de Prutchai Damnongrat) ;
- Juti Kraireuk, nommé ministre de la Technologie, de l'Information et de la Communication (en remplacement de Rangongrak Suwanchawee) ;
- Chalermchai Sriorn, nommé ministre du Travail (en remplacement de Paitoon Kaewthong) ;
- Niphit Inthasombat, nommé ministre de la Culture (en remplacement de Thira Salakphet) ;
- Chaiyot Jiramethakorn, nommé vice-ministre de l'Éducation (en remplacement de Chaiwut Bannawat).

### Ajustement du 15 novembre 2010
En octobre 2010, Suthep Thueaksuban démissionne de sa fonction de vice-Premier ministre pour se présenter à une élection législative partielle dans la 1re circonscription de Surat Thani, qu'il remporte. À l'issue de son élection, il est de nouveau nommé et investi vice-Premier ministre.

### Ajustement du 14 janvier 2011
En novembre 2010, Kueakool Danchaiwichit a été démis de son poste de vice-ministre des Transports et de membre à la Chambre des représentants après une décision de la Cour constitutionnelle. Il s'est pour autant porté candidat à sa réélection dans une élection législative partielle dans la 1re circonscription de Phra Nakhon Si Ayutthaya et l'a remporté. À l'issue de sa réélection, il est à nouveau nommé vice-ministre des Transports.
Boonjong Wongtrairat, vice-ministre de l'Intérieur, a été lui aussi démis de ses fonctions, avant de se présenter à sa réélection dans une élection partielle dans la 6e circonscription de Nakhon Ratchasima, à l'issue de laquelle il la remporte et est renommé au même portefeuille.

## Fin du gouvernement
Le 9 mai 2011, Aphisit Wetchachiwa annonce par allocution télévisée la dissolution de la Chambre des représentants. Cette décision met fin à son gouvernement. De nouvelles élections sont annoncées pour le 3 juillet 2011.